# تپه فرهاد گرد
تپه فرهاد گرد مربوط به دوران پیش از تاریخ ایران باستان - دوران‌های تاریخی پس از اسلام است و در شهرستان فریمان، شهر فرهادگرد واقع شده و این اثر در تاریخ ۲۳ شهریور ۱۳۷۷ با شمارهٔ ثبت ۲۱۰۴ به‌عنوان یکی از آثار ملی ایران به ثبت رسیده است.